# Идеалният мъж
„Идеалният мъж“ е пиеса в четири действия на Оскар Уайлд.
Разказва за изнудване и политическа корупция и засяга темите за обществената и личната чест. Пиесата за първи път е поставена в театър „Хеймаркет“, Лондон през 1895 г., където се играе 124 пъти. Поставена е в безброй други държави. Също така е адаптирана за кино, радио и телевизионни продукции.

## В България
В България пиесата е поставена на 18 май 2007 г. в Народния театър „Иван Вазов“. Режисьор е Тиери Аркур, а преводач – Красимира Тодорова. Участват Владимир Карамазов, Мария Каварджикова, Юлиан Вергов, Биляна Петринска, Михаил Петров, Сава Драгунчев, Милена Атанасова, Виктория Колева, Жорета Николова, Стоян Пепеланов, Христо Терзиев, Виктор Танев и други.
Луиза Григорова, Жаклин Даскалова, Радина Боршош и Асен Данков по-късно се присъединяват към екипа.